# Đặng Thị Lệ Hằng
Lệ Hằng (tên khai sinh là Đặng Thị Lệ Hằng, sinh ngày 7 tháng 9 năm 1993 tại Thành phố Đà Nẵng) là một Á hậu, người mẫu người Việt Nam, từng đạt giải Quán quân Elite Model Look Việt Nam mùa đầu tiên 2014 và đạt danh hiệu Á hậu 2 của Hoa hậu Hoàn vũ Việt Nam 2015. Cô từng đại diện Việt Nam tại Elite Model Look Quốc tế 2014.

## Sự nghiệp

### Khởi đầu
- Năm 2012: Cô bắt đầu sự nghiệp khi tham dự Hoa hậu Việt Nam và lọt Top 40 thí sinh tham gia vòng chung kết.[cần dẫn nguồn]
- Năm 2013: Sau Hoa hậu Việt Nam, cô tiếp tục ghi danh tại Hoa hậu các dân tộc Việt Nam và lọt Top 18 chung cuộc.[cần dẫn nguồn]
- Năm 2014: Sau thất bại tại hai cuộc thi sắc đẹp, cô chuyển sang tham dự cuộc thi về người mẫu, đó là Elite Model Look Vietnam mùa đầu tiên 2014 và xuất sắc giành chiến thắng.[cần dẫn nguồn]Sau đó, cô đại diện Việt Nam tại đấu trường người mẫu quốc tế Elite Model Look 2014, nhưng không may mắn mang lại thành tích.[cần dẫn nguồn]

### Hoa hậu Hoàn vũ Việt Nam 2015
Năm 2015, cô trở lại tham dự đấu trường nhan sắc, đó là Hoa hậu Hoàn vũ Việt Nam sau bảy năm ngưng tổ chức. Chung cuộc, cô giành vị trí Á hậu 2 cùng Á hậu 1 Ngô Trà My đến từ Hà Nội và Hoa hậu là Phạm Thị Hương đến từ Hải Phòng.

### Hoa hậu Hoàn vũ 2016
Ngày 18 tháng 12 năm 2016, cô chính thức đại diện Việt Nam tham dự Hoa hậu Hoàn vũ tại Manila, Philippines thay thế cho Á hậu 1 Ngô Trà My (đã lập gia đình). Cô là người đẹp được ban tổ chức Hoa hậu Hoàn vũ Việt Nam đầu tư cho lần thi này.
Lệ Hằng là Á hậu 2 Hoa hậu Hoàn vũ Việt Nam đầu tiên và cũng là duy nhất cho đến thời điểm  hiện tại tham gia cuộc thi Hoa hậu Hoàn vũ. Cô là đại diện Việt Nam đầu tiên tại Hoa hậu Hoàn vũ nói riêng được mời tham gia các hoạt động quảng bá cùng ban tổ chức trước khi cuộc thi diễn ra và đại diện Việt Nam thứ hai nói chung sau Nam Em tại Hoa hậu Trái Đất 2016.
Quốc phục cô mặc dự thi mang tên Nàng Mây do Thái Trung Tín lên ý tưởng, đây cũng là năm đầu tiên ban tổ chức Hoa hậu Hoàn vũ Việt Nam mở phần thi tìm kiếm Quốc phục do các nhà thiết kế tự do trên khắp các nước để cho đại diện Việt Nam. Trang phục dạ hội dành cho Lệ Hằng do Nhà thiết kế Chung Thanh Phong là người thiết kế. Nhà thiết kế Nick Verreos đánh giá chiếc đầm cô mặc lọt top 3 trang phục dạ hội đẹp nhất.
Năm 2017, cô trở lại với vị trí Cố vấn chuyên môn của Tôi là Hoa hậu Hoàn Vũ Việt Nam.

### Cuộc đua kỳ thú 2019
Năm 2019, cô tham gia chương trình Cuộc đua kỳ thú 2019 cùng Hoa hậu Hoàn vũ Việt Nam 2017 H'Hen Niê. Xuất sắc vượt qua 9 đội chơi, đội Vàng của cô và H'Hen Niê đã giành ngôi Quán quân cùng số tiền thưởng 300.000.000 đồng. Cả hai quyết định dùng toàn bộ cho công tác thiện nguyện tại huyện Mèo Vạc, tỉnh Hà Giang. Đây là địa điểm ghi hình chặng đầu tiên và cả hai xúc động chứng kiến cuộc sống khó khăn của bà con nơi đây.

## Gia đình
Từ nhỏ, gia đình cô sống tại Đà Nẵng. Hiện tại, mọi người trong gia đình của Lệ Hằng đang định cư ở Hoa Kỳ. Cô đang làm việc và công tác tại Thành phố Hồ Chí Minh.

### Thành tích
- Top 40 tham gia chung kết Hoa hậu Việt Nam 2012
- Top 18 Hoa hậu các dân tộc Việt Nam 2013
- Quán quân Elite Model Look Vietnam 2014
- Á hậu 2 Hoa hậu Hoàn vũ Việt Nam 2015
- Đại diện Việt Nam tham gia Hoa hậu Hoàn vũ 2016
- Quán quân Cuộc đua kỳ thú 2019- cùng H'Hen Niê